# Cayo Saetía
Cayo Saetía es una isla de tipo cayo de aproximadamente 42 km² ubicada en la provincia de Holguín, Cuba, perteneciente al municipio de Mayarí. Antiguamente fue una reserva privada de caza, hoy funciona como resort y parque natural administrado por el Grupo de Turismo Gaviota, S.A., e incluye además un campamento para jóvenes.

## Ubicación
Se localiza unos 120 km al sureste de la ciudad de Holguín, entre la Bahía de Nipe y el Océano Atlántico. La isla está cercana al poblado de Mayarí, que se encuentra aproximadamente a 20 km al sureste. En particular, está flanqueada al este por la Bahía de Levisa y la boca de Carenerito, al sur por la Bahía de Cajimaya y al oeste igualmente por esta última vía. 

## Historia y Condición como Cayo
Originalmente una península, adquirió su condición de isla entre 1902 y 1903 tras la construcción del canal Dumois, que facilitó el tráfico naval entre Antilla, Felton, Preston, Guatemala y Nicaro. Fue utilizada como coto de caza reservado para funcionarios cubanos, incluidos Fidel y Raúl Castro, especialmente durante la década de 1970.

## Geología y Relieve
Cayo Saetía forma parte de la depresión estructural denominada Depresión de la Bahía de Nipe, caracterizada por fracturas tectónicas asociadas a humedecimiento del terreno. La litología está compuesta por rocas carbonatadas arenosas y arcillosas, principalmente calizas, margas, arenas y arcillas. El relieve presenta cañadas y valles erosivos de varios kilómetros, evidencia de un drenaje fluvial más activo en el pasado.

## Suelos
Los suelos son escasos en diversidad, pero varían según la litología y la topografía. Se identifican suelos ferralíticos rojos, suelos pardos con carbonatos sobre cuestas de margas y calizas, y en el relieve más joven (dunas fósiles) suelos cuarzíticos profundos.

## Clima e hidrografía
El clima es cálido, con temperatura media anual de 25,3 °C, máxima promedio de 27,3 °C en junio y julio y mínima media de 23 °C en febrero. La isla está bajo la influencia del anticiclón de las Azores, lo que genera dos períodos lluviosos y dos secos anualmente.
Se observan lagunas costeras de agua salada ligadas a áreas temporales e inundables con manigua costera sobre suelos rocosos, atravesadas por cañadas erosivo-acumulativas, ocasionalmente presentes en el norte y suroeste del cayo.

## Flora
El paisaje combina bosques y pastizales con gran diversidad vegetal: más de 136 especies, entre ellas 17 endémicas (una en peligro de extinción), 29 especies maderables y 40 medicinales. Se identifican nueve formaciones vegetales diferentes, con abundantes epífitas como orquídeas silvestres.

### Ecosistema de Manglar
En la zona costera suroeste se desarrolla vegetación de manglar (mangle rojo, prieto, patabón y yana) en áreas de humedecimiento salino temporales o permanentes.

## Fauna

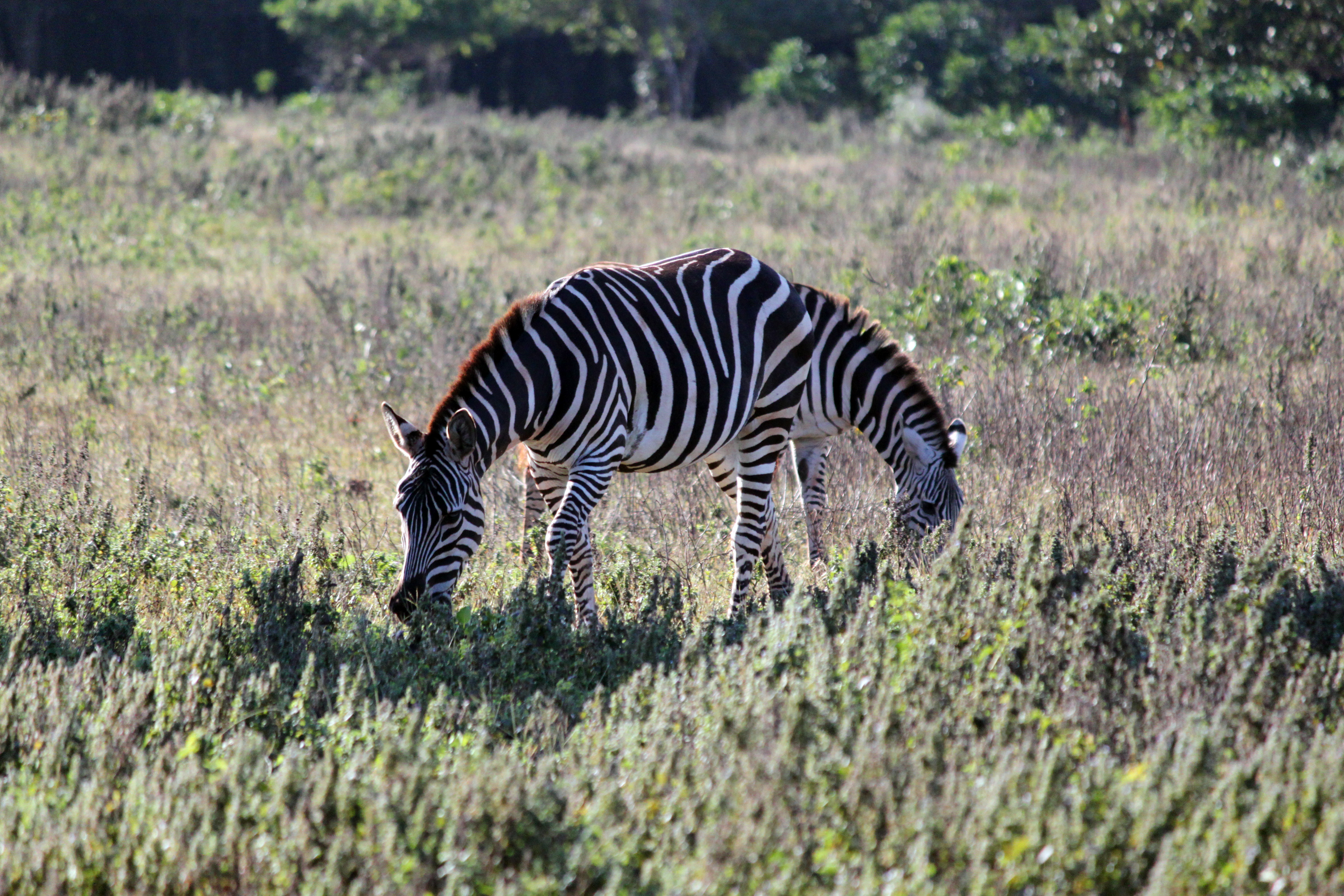
Fauna presente en el cayo.

La isla alberga una riquísima fauna:
- Aves: 110 especies
- Reptiles: 12 especies
- Anfibios: 6 especies
- Peces: 145 especies (incluyendo 15 óseas/cartilaginosos)
- Equinodermos: 11 especies
- Moluscos marinos: 69 especies; terrestres: 6 especies
- Celentéreos: 18 especies
- Poríferos: 20 especies

Además, existe una considerable biodiversidad de especies endémicas nacionales o locales amenazadas.
También se han introducido (y hoy deambulan libremente) antílopes, cebras, venados de cola blanca, búfalos, jabalíes, camellos, avestruces, loros y otros animales exóticos, que complementan la fauna autóctona y hacen del cayo un área singular para safaris fotográficos.

### Hidroplataforma y Ecosistemas Marinos
La plataforma submarina que rodea el cayo posee arrecifes y bancos coralinos, con densas poblaciones de peces tropicales, ideales para actividades subacuáticas como el buceo.

## Conservación
Parte del territorio funciona como reserva natural gestionada por organismos gubernamentales y se incluyen restricciones como la prohibición de exploración autónoma, pues las visitas se realizan mediante safaris en jeep o camión guiados. Aunque fue un coto de caza privilegiado, hoy su enfoque es en conservación y turismo ecológico.

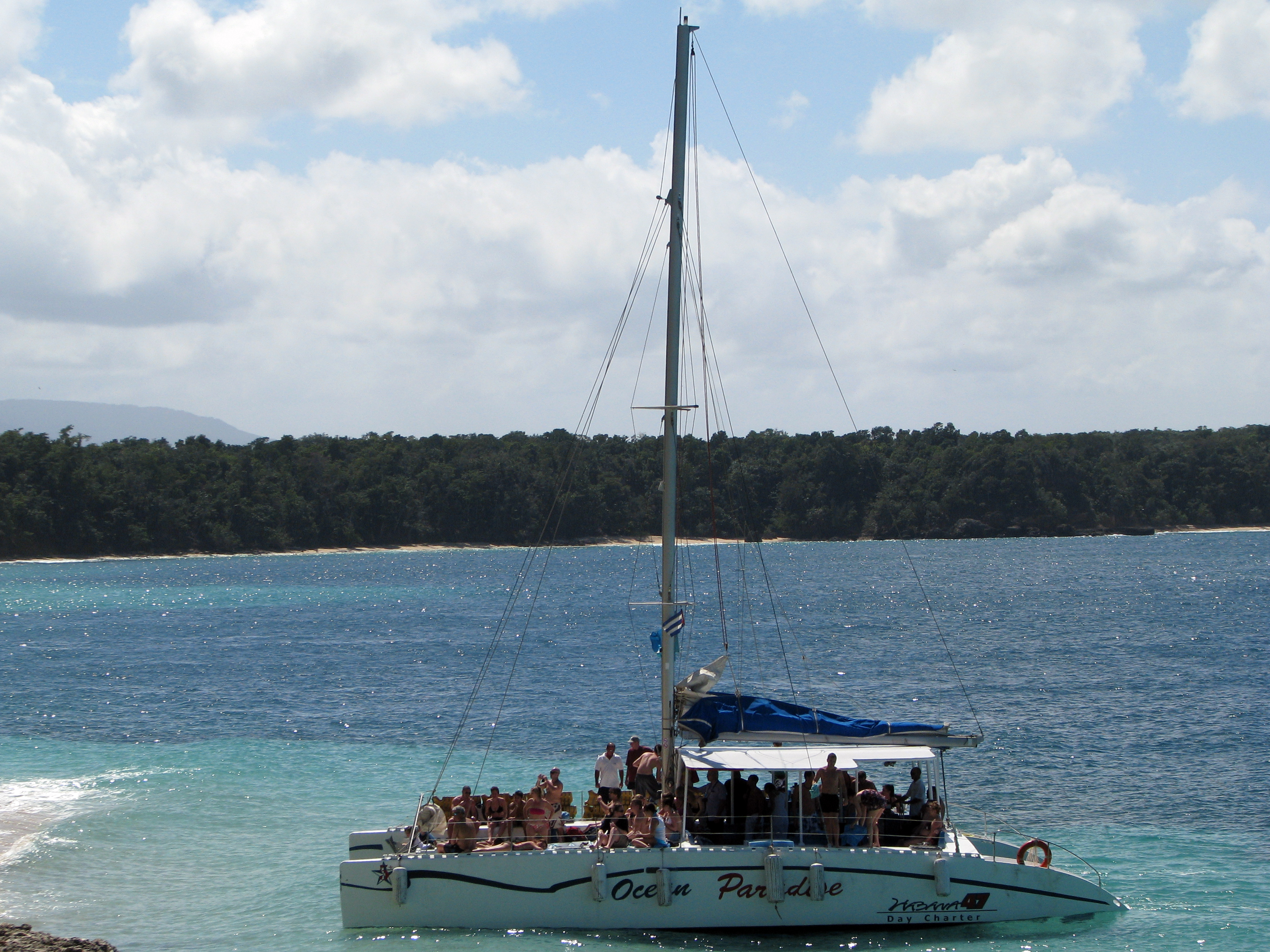
Turismo en Cayo Saetía.

## Turismo
Cayo Saetía es considerado un destino paradisíaco para turismo de naturaleza y aventura. Se accede por mar, catamarán o barco, en trayectos de aproximadamente dos horas, que ofrece vistas de la península del Ramón, aunque también existe un puente vehicular de control faunístico.
Las experiencias turísticas incluyen safaris fotográficos, observación de fauna exótica y silvestre y deportes acuáticos como buceo, esnórquel y navegación en catamarán. Además, es posible la relajación en playas vírgenes de arena blanca y aguas cristalinas, destacando Playa del Cristo, donde se encuentra un restaurante.